# Epicauta canescens
Epicauta canescens es una especie de coleóptero de la familia Meloidae.

## Distribución geográfica
Habita en Guinea y Angola.